# Úplaz (Malá Fatra, 1450 m)
Úplaz (1450 m n. m.) je hora v Malé Fatře na Slovensku. Nachází se v rozsoše vybíhající jihovýchodním směrem z jižního vrcholu Sten (1572 m), od kterého je oddělena Sedlem za Úplazom (asi 1425 m). Mezi tímto sedlem a vlastním vrcholem se nachází ještě předvrchol vysoký asi 1435 m oddělený dalším, tentokrát bezejmenným sedlem (též asi 1425 m). Jihozápadní svahy hory spadají do doliny Úplazného potoka, severovýchodní a jihovýchodní do Šútovské doliny. Vrcholové partie hory jsou pokryté souvislým porostem kosodřeviny. Území je chráněno v rámci Národní přírodní rezervace Šútovská dolina.

## Přístup
Na vrchol hory nevede žádná značená cesta, tudíž je dle návštěvního řádu NP Malá Fatra turisticky nepřístupný. Nejblíže se k vrcholu dá přiblížit po modré turistické značce, která prochází Sedlem za Úplazom (úsek mezi Šútovským vodopádem a Chatou pod Chlebom).